# 滋賀県立総合保健専門学校

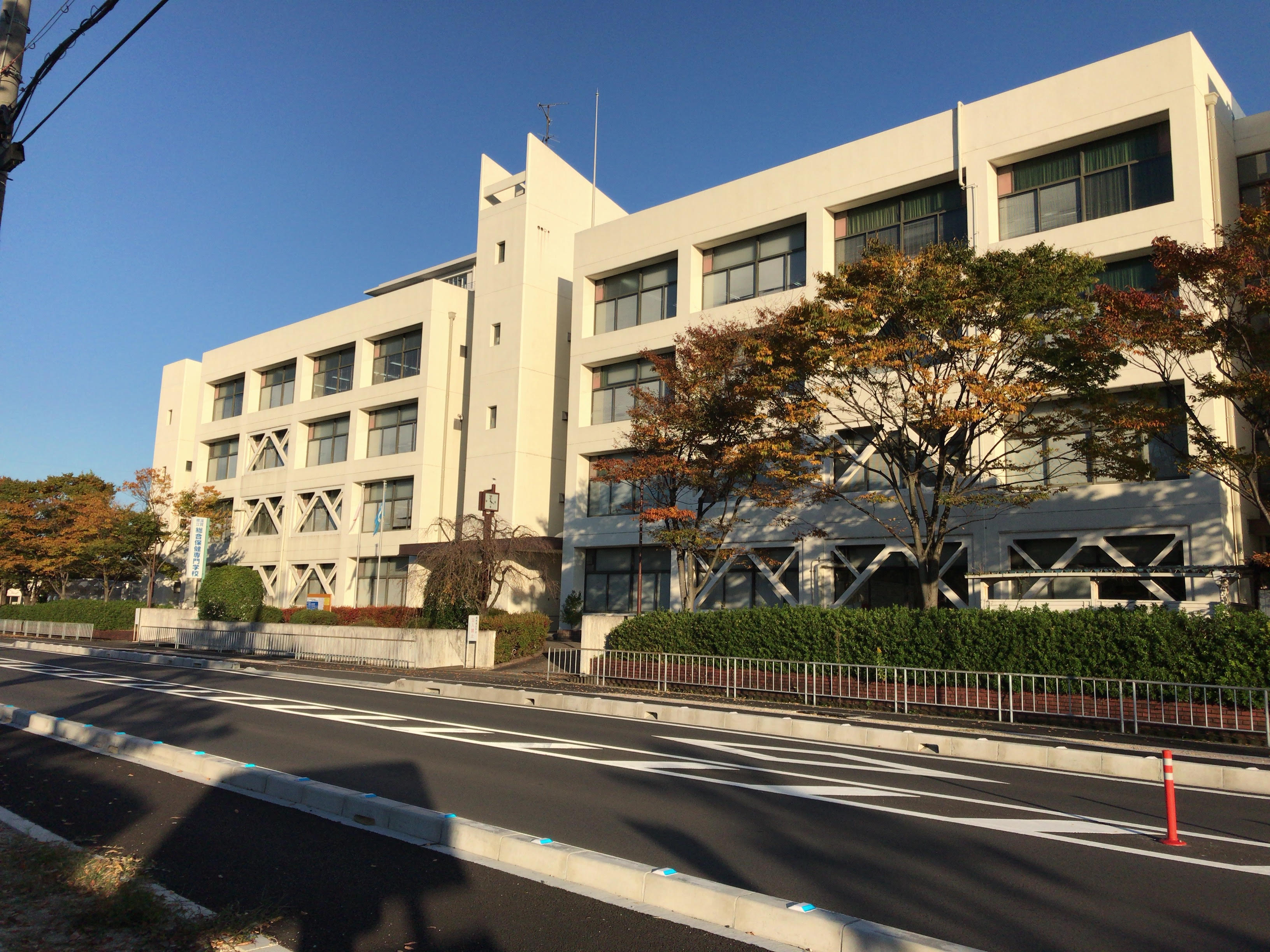

滋賀県立総合保健専門学校（しがけんりつそうごうほけんせんもんがっこう）は、滋賀県守山市に所在する日本の専門学校である。

## 概要
- 1961年開校の滋賀県立歯科衛生専門学院、1963年開校の滋賀県立高等看護学院から半世紀以上に及ぶ歴史ある伝統校であり、2016年度までの卒業生数は7062名にのぼる[1]。
- 県内屈指の伝統校として、滋賀県内での看護系専門学校入試偏差値ランキングのトップの座を堅持している。
- 地元では一般的に「総保（そうほ）」、または「総保専（そうほせん）」と省略して呼ばれる。

## 沿革
- 1977年（昭和52年） - 滋賀県立歯科衛生専門学院と滋賀県立保健看護専門学院が統合され開校。
- 1994年（平成6年） - 歯科衛生士養成課程入学定員増員（38名）。
- 2006年（平成18年） - 歯科衛生士養成課程3年制へ移行。
- 2007年（平成19年） - 看護師養成2年課程閉科 。

## 学科
- 看護学科（3年課程）
- 歯科衛生学科（3年課程）

## 出身者
- 松永早苗 - 公立大学法人宮城大学看護学部　講師
- 窪内敏子 - 岐阜県立看護大学看護学部　講師
- 吉本和樹 - 千里金蘭大学看護学部　助教
- 古山陽一 - 国際医療福祉大学成田看護学部　講師

## 交通アクセス
- JR東海道本線（琵琶湖線）守山駅から近江鉄道バスまたは江若交通で滋賀県立総合病院または小児保健医療センター前停留所下車、徒歩3分。
- 同駅から徒歩で約25分。